# Kotu
El grup Kotu, o també grup Lulunga, és un grup d'illes al sud-oest del grup Ha'apai, entre el grup Nomuka i Lifuka, al regne de Tonga.
Són illes baixes i petites, de menys de 2 km², i sis d'elles són habitades. Administrativament formen el districte de Lulunga a la divisió de Ha'apai. Encara que el grup rep el nom de l'illa Kotu, la més gran i més poblada és Ha'afeva.
- Fonuaika (20° 7′ S, 174° 42′ O / 20.117°S,174.700°O) és la més meridional del grup, situada a 14 km al nord de Nomuka.
- Tokulu és un banc de sorra d'1,5 m d'altitud, situat a 8 km a l'oest de Fonuaika.
- 'O'ua (20° 2′ S, 174° 41′ O / 20.033°S,174.683°O) és a 7 km al nord de Fonuaika. Té una població de 178 habitants (cens 1996) i una superfície de 0,98 km².
- Nukulai està separada dels esculls de 'O'ua per un canal de 600 m d'ample.
- Lekeleka (20° 4′ S, 174° 37′ O / 20.067°S,174.617°O) és a 6 km a l'est de 'O'ua.
- Tungua (20° 1′ S, 175° 46′ O / 20.017°S,175.767°O és a 6 km a l'oest de 'O'ua. Té una població de 282 habitants (cens 1996) i una superfície d'1,53 km².
- Kito és una illa petita i boscosa situada a 2 km al nord-oest de Tungua.
- Foua (20° 0′ S, 174° 44′ O / 20.000°S,174.733°O) és una illa petita i rocosa de 9 m d'altitud situada a 1,5 km al nord-est de Tungua.
- Kotu (19° 57′ S, 174° 48′ O / 19.950°S,174.800°O) és l'illa més occidental del grup, a 6 km a l'oest de Tungua. La costa meridional és escarpada de 15 m d'alt, i la costa septentrional és baixa i arenosa. Té 222 habitants (cens 1996) i una superfície de 0,34 km².
- Putuputua, la més septentrional del grup, és un banc de sorra de 3,7 m d'altitud situat a 5 km al nord-est de Kotu.
- Ha'afeva (19° 57′ S, 174° 43′ O / 19.950°S,174.717°O) és l'illa principal del grup, situada a 7 km a l'est de Kotu. Té una població de 313 habitants (cens 1996) i una superfície d'1,81 km².
- Matuku (19° 57′ 30″ S, 174° 45′ 0″ O / 19.95833°S,174.75000°O) és una illa de 0,34 km² i una població de 149 habitants (cens 1996) situada entre Ha'afeva i Kotu.
- Limu (20° 1′ S, 174° 27′ O / 20.017°S,174.450°O) és una illa petita i boscosa a 14 km a l'est de Lekaleka.
- Uanukuhihifu (19° 58′ S, 174° 30′ O / 19.967°S,174.500°O).
- Tofonga (19° 57′ S, 174° 28′ O / 19.950°S,174.467°O).

| Portal:Polinèsia | Illes de Tonga                                                                                  | Illes de Tonga                                                                                  | Bandera de Tonga                                                                                |
| Grup Niuas:      | Niuafoʻou \| Niuatoputapu \| Tafahi                                                             | Niuafoʻou \| Niuatoputapu \| Tafahi                                                             | Niuafoʻou \| Niuatoputapu \| Tafahi                                                             |
| Grup Vavaʻu:     | Hunga \| Kapa \| Pangaimotu \| ʻUtungake \| Vavaʻu Volcans: Fonualei \| Late \| Lateiki \| Toku | Hunga \| Kapa \| Pangaimotu \| ʻUtungake \| Vavaʻu Volcans: Fonualei \| Late \| Lateiki \| Toku | Hunga \| Kapa \| Pangaimotu \| ʻUtungake \| Vavaʻu Volcans: Fonualei \| Late \| Lateiki \| Toku |
| Grup Haʻapai:    | Lifuka \| Kotu \| Nomuka Volcans: Fonuafoʻou \| Kao \| Tofua                                    | Lifuka \| Kotu \| Nomuka Volcans: Fonuafoʻou \| Kao \| Tofua                                    | Lifuka \| Kotu \| Nomuka Volcans: Fonuafoʻou \| Kao \| Tofua                                    |
| Grup Tongatapu:  | ʻAta \| ʻEua \| Minerva \| Tongatapu                                                            | ʻAta \| ʻEua \| Minerva \| Tongatapu                                                            | ʻAta \| ʻEua \| Minerva \| Tongatapu                                                            |